# 안면승마

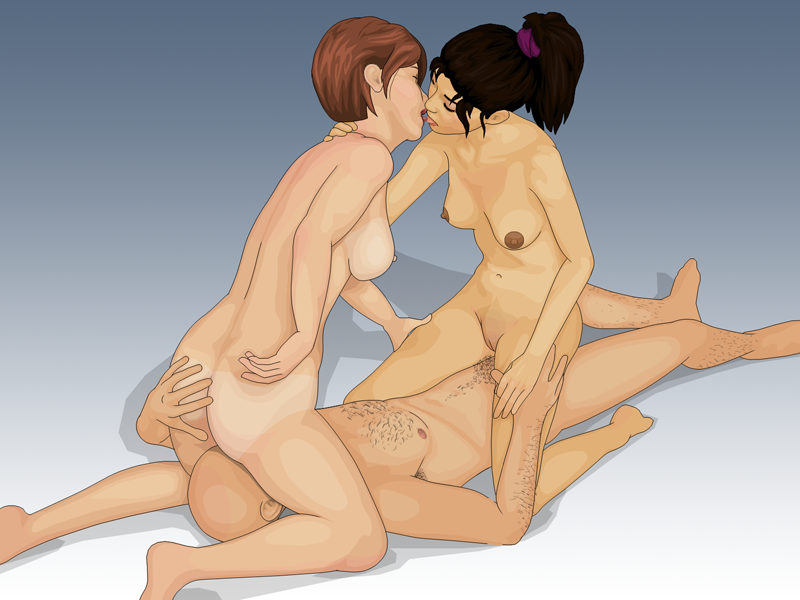

페이스시팅(영어: facesitting, queening, kinging) 또는 안면승마(顔面騎乗)는 주로 SM 플레이에서 지배 측 파트너가 복종하는 측 파트너의 얼굴 위에 다리 사이에 있는 성기를 밀착시켜 앉는 행위이다.

## 개요
여성이 남성의 얼굴 위에 걸치고 앉는 경우가 많으며, 일반적으로 여성이 사디스트(S), 남성이 마조히스트(M)의 SM 플레이로 인식되고 있다. 얼굴에 엉덩이와 성기가 밀착되어 호흡할 수 없게 되는 때에 상대의 체취가 성적 자극이 된다. 여성들은 남성에 커닐링구스를 강제로 하기 위한 효과적인 자세이다. 또한 여성이 남성을 더욱 폄하하고 노예화하기 위해, 혹은 충성도를 시험하기 위해 하기도 한다.

## 같이 보기
- BDSM
- 커닐링구스
- 구강성교
- 성교 체위